# Canton de Thônes
Le canton de Thônes est un ancien canton français, situé dans le département de la Haute-Savoie. Le chef-lieu de canton se trouvait à Thônes. Il disparait lors du redécoupage cantonal de 2014 et les communes rejoignent le canton de Faverges.

## Géographie
Le canton de Thônes s'étend sur le massif des Aravis et il est structuré par de hautes vallées alpines (Manigod, Nom, Borne).

## Histoire administrative
Lors de l'annexion du duché de Savoie à la France révolutionnaire en 1792, les vallées de Thônes sont organisées, en 1793, en canton dont Thônes est le chef-lieu, au sein du district d'Annecy, dans le département du Mont-Blanc. Ce nouveau canton comptait sept communes : La Balme-de-Thuy ; Les Clefs ; Dingy-Saint-Clair ; Manigod ; Serraval ; Thônes et Les Villards, avec 8 318 habitants. Avec la réforme de 1800, le canton est maintenu et compte quatre communes supplémentaires : Grand-Bornand alors chef-lieu d'un canton comprenant les communes de La Clusaz, Entremont et Saint-Jean-de-Sixt.
En 1814, puis 1815, le duché de Savoie retourne dans le giron de la maison de Savoie. Le canton français de Thônes devient dans la nouvelle organisation de 1816 un mandement sarde comprenant huit communes, au sein de la province du Genevois,. Entremont passe dans le mandement de Bonneville, Serraval, Dingy-Saint-Clair passent au mandement de Talloires. Avec la réforme de 1818, Serraval revient au mandement de Thônes. Aucune modification n'est faite avec la réforme de 1837, le mandement reste dans la province du Genevois, dans la nouvelle division administrative d'Annecy.
Par décret du 13 février 2014, le nombre de cantons du département est divisé par deux, avec mise en application aux élections départementales de mars 2015. Les communes du canton de Thônes rejoignent le canton de Faverges.

## Composition
Le canton de Thônes regroupait les 10 communes suivantes :
| Nom                     | Code Insee | Intercommunalité         | Superficie (km2) | Population (dernière pop. légale) | Densité (hab./km2) |
| ----------------------- | ---------- | ------------------------ | ---------------- | --------------------------------- | ------------------ |
| La Balme-de-Thuy        | 74027      | CC des Vallées de Thônes | 17,79            | 438 (2014)                        | 25                 |
| Le Bouchet-Mont-Charvin | 74045      | CC des Vallées de Thônes | 18,52            | 237 (2013)                        | 13                 |
| Les Clefs               | 74079      | CC des Vallées de Thônes | 18,47            | 612 (2014)                        | 33                 |
| La Clusaz               | 74080      | CC des Vallées de Thônes | 40,62            | 1 783 (2014)                      | 44                 |
| Le Grand-Bornand        | 74136      | CC des Vallées de Thônes | 61,42            | 2 175 (2014)                      | 35                 |
| Manigod                 | 74160      | CC des Vallées de Thônes | 44,12            | 1 007 (2014)                      | 23                 |
| Serraval                | 74265      | CC des Vallées de Thônes | 19,73            | 650 (2014)                        | 33                 |
| Saint-Jean-de-Sixt      | 74239      | CC des Vallées de Thônes | 12,21            | 1 428 (2014)                      | 117                |
| Thônes                  | 74280      | CC des Vallées de Thônes | 52,33            | 6 367 (2014)                      | 122                |
| Les Villards-sur-Thônes | 74302      | CC des Vallées de Thônes | 13,32            | 1 018 (2014)                      | 76                 |

## Représentation

### Conseillers généraux de 1861 à 2015
| Période          | Période                   | Identité                             | Étiquette                                                      | Qualité |
| ---------------- | ------------------------- | ------------------------------------ | -------------------------------------------------------------- | --- |
| 1861             | 1870                      | Joseph Agnellet                      |                                                                | Manufacturier à Tronchine et à Reuilly, maire de Thônes |
| 1870             | 1871                      | Joseph-François Avet                 |                                                                | Tanneur à Thônes |
| 1871             | 1877 (décès)              | Joseph Agnellet                      | Droite                                                         | Manufacturier à Tronchine et à Reuilly, maire de Thônes |
| 1877             | 1884 (démission)          | Aimé Golliet                         | Républicain                                                    | Magistrat |
| 1884             | 1885 (démission d'office) | Michel Dupont-Vieux                  | SE                                                             | Ancien chirurgien de la Marine Conseiller municipal de Thônes |
| 1885             | 1889                      | Parfait Agnellet                     | Royaliste                                                      | Fabricant de chapeaux et de colifichets à Paris Maire de Thônes (1882-1886) |
| 1889             | 1895                      | Aimé Golliet                         | Républicain                                                    | Magistrat, conseiller à la Cour d'Appel de Paris |
| 1895             | 1901                      | François Cuillery                    | Républicain Catholique                                         | Notaire |
| 1901             | 1913                      | Amédée Michel                        | Républicain Progressiste                                       | Industriel (fabricant d'horlogerie), maire de Thônes (1899-1904) |
| 1913             | 1940                      | Eloi Cuillery                        | Union des catholiques et des intérêts agricoles (URD) puis PSF | - Cultivateur puis épicier - Maire des Clefs (1909-1925) |
|                  |                           |                                      |                                                                | |
| 11 décembre 1942 | 1945                      | Pierre Favre d'Anne                  | URD                                                            | Géomètre Conseiller d'arrondissement, maire de Manigod Nommé conseiller départemental en 1942 |
|                  |                           |                                      |                                                                | |
| 1945             | 1964                      | Edouard Pochat-Cotilloux (1895-1979) | MRP                                                            | Fromager - Conseiller municipal de Thônes |
| 1964             | 1982                      | Aimé Dupont (1919-2008)              | DVD puis CD puis UDF-CDS                                       | Maire de Saint-Jean-de-Sixt |
| 1982             | 1992 (démission)          | Jacques Golliet                      | UDF-CDS                                                        | Professeur Maire de Thônes - Sénateur (1986-1995) |
| 1992             | 2015                      | Jean-Paul Amoudry                    | UDF-CDS puis NC-UDI                                            | Directeur territorial Sénateur (1995-2014) Ancien Maire de Serraval Ancien Vice-Président du Conseil Général Ancien Président de la Communauté de Communes des Vallées de Thônes Elu en 2015 dans le Canton de Faverges |

### Conseillers d'arrondissement (de 1861 à 1940)
| Période                                  | Période | Identité                        | Étiquette | Qualité |
| ---------------------------------------- | ------- | ------------------------------- | --------- | --- |
| 1871                                     |         | Benjamin André                  |           | Notaire à Thônes                                                                                            |
|                                          |         |                                 |           | |
| 1898                                     |         | Pierre Hudry                    | Droite    | Maquignon, Premier adjoint au maire de Thônes                                                               |
|                                          |         |                                 |           | |
| 1922                                     | 1940    | Pierre Favre d'Anne (1874-1947) | URD       | Géomètre, maire de Manigod                                                                                  |
| 1940                                     |         |                                 |           | Les conseils d'arrondissement ont été suspendus par la loi du 12 octobre 1940 et n'ont jamais été réactivés |
| Les données manquantes sont à compléter. |         |                                 |           | |

## Démographie
| 1962  | 1968  | 1975  | 1982   | 1990   | 1999   | 2006   | 2011   | 2012   |
| ----- | ----- | ----- | ------ | ------ | ------ | ------ | ------ | ------ |
| 8 328 | 8 637 | 9 360 | 10 502 | 11 795 | 13 505 | 14 852 | 15 328 | 15 359 |